# Badminton-Weltmeisterschaft für Behinderte 2019
Die XII. Badminton-Weltmeisterschaft für Behinderte, offiziell TOTAL BWF Para-Badminton World Championships 2019, fand vom 20. bis 25. August 2019 in der St. Jakobshalle Basel in der Schweiz statt. Mit der vom 9. bis zum 25. August ausgetragenen Badminton-Weltmeisterschaft 2019 wurden erstmals eine Badminton-Weltmeisterschaft für Behinderte und eine Badminton-Weltmeisterschaft zur gleichen Zeit am selben Austragungsort ausgerichtet. Damit folgte die Badminton World Federation als der vom Internationalen Paralympischen Komitee anerkannte Parabadminton-Verband seinem Grundsatz „ein Sport - ein Team“. Der Namenssponsor der Veranstaltung war das französische Mineralölunternehmen Total S.A.

## Wettbewerbe
| Disziplin    | Klasse    | Gold                                              | Silber                                            | Bronze                                      | Bronze                                                 |
| ------------ | --------- | ------------------------------------------------- | ------------------------------------------------- | ------------------------------------------- | ------------------------------------------------------ |
| Herreneinzel | SH6       | Jack Shephard                                     | Wong Chun Yim                                     | Nagar Krishna                               | Vitor Gonçalves Tavares                                |
| Herreneinzel | SL3       | Pramod Bhagat                                     | Daniel Bethell                                    | Manoj Sarkar                                | Ukun Runaendi                                          |
| Herreneinzel | SL4       | Lucas Mazur                                       | Tarun Tarun                                       | Sukant Kadam                                | Fredy Setiawan                                         |
| Herreneinzel | SU5       | Dheva Anrimusthi                                  | Suryo Nugroho                                     | Cheah Liek Hou                              | Bartłomiej Mróz                                        |
| Herreneinzel | WH1       | Qu Zimao                                          | Lee Dong-seop                                     | Choi Jung-man                               | Yang Tong                                              |
| Herreneinzel | WH2       | Kim Jung-jun                                      | Chan Ho Yuen                                      | Atsuya Watanabe                             | Kim Kyung-hoon                                         |
| Dameneinzel  | SH6       | Carmen Giuliana Póveda Flores                     | Rachel Choong                                     | Rebecca Bedford                             | Katherine Valli                                        |
| Dameneinzel  | SL3       | Manasi Girishchandra Joshi                        | Parul Dalsukhbhai Parmar                          | Kamtam Wandee                               | Halime Yıldız                                          |
| Dameneinzel  | SL4       | Leani Ratri Oktila                                | Cheng Hefang                                      | Helle Sofie Sagøy                           | Khalimatus Sadiyah Sukohandoko                         |
| Dameneinzel  | SU5       | Yang Qiuxia                                       | Ayako Suzuki                                      | Cathrine Rosengren                          | Kaede Kameyama                                         |
| Dameneinzel  | WH1       | Sarina Satomi                                     | Sujirat Pookkham                                  | Karin Suter-Erath                           | Yin Menglu                                             |
| Dameneinzel  | WH2       | Liu Yutong                                        | Li Hongyan                                        | Xu Tingting                                 | Rie Ogura                                              |
| Herrendoppel | SH6       | Chu Man Kai Wong Chun Yim                         | Nagar Krishna Raja Magotra                        | Vitor Gonçalves Tavares Miles Krajewski     | Andrew Martin Fabien Morat                             |
| Herrendoppel | SL3-4     | Pramod Bhagat Manoj Sarkar                        | Kumar Nitesh Tarun Tarun                          | Chawarat Kitichokwattana Umesh Vikram Kumar | Ukun Rukaendi Hary Susanto                             |
| Herrendoppel | SU5       | Dheva Anrimusthi Hafizh Briliansyah Prawiranegara | He Zhirui Shi Shengzhuo                           | Mohamad Faris Ahmad Azri Cheah Liek Hou     | Raj Kumar Rakesh Pandey                                |
| Herrendoppel | WH1-2     | Mai Jianpeng Qu Zimao                             | Kim Jung-jun Lee Dong-seop                        | Choi Jung-man Kim Kyung-hoon                | Osamu Nagashima Atsuya Watanabe                        |
| Damendoppel  | SH6       | Rebecca Bedford Rachel Choong                     | Carmen Giuliana Póveda Flores Katherine Valli     | Daria Bujnicka Oliwia Szmigiel              | Irina Borissowa Uljana Podpalnaja                      |
| Damendoppel  | SL3-4/SU5 | Cheng Hefang Ma Huihui                            | Leani Ratri Oktila Khalimatus Sadiyah Sukohandoko | Kaede Kameyama Asami Yamada                 | Noriko Ito Ayako Suzuki                                |
| Damendoppel  | WH1-2     | Liu Yutong Yin Menglu                             | Sujirat Pookkham Amnouy Wetwithan                 | Sarina Satomi Yuma Yamazaki                 | Ikumi Fuke Rie Ogura                                   |
| Mixed        | SH6       | Andrew Martin Rachel Choong                       | Robert Laing Rebecca Bedford                      | Didin Taresoh Daria Bujnicka                | Vitor Gonçalves Tavares Rubi Milagros Fernandez Vargas |
| Mixed        | SL3-4/SU5 | Hary Susanto Leani Ratri Oktila                   | Jan-Niklas Pott Katrin Seibert                    | Siripong Teamarrom Saensupa Nipada          | Toshiaki Suenaga Akiko Sugino                          |
| Mixed        | WH1-2     | Yang Tong Li Hongyan                              | Homhual Jakarin Amnouy Wetwithan                  | Young-Chin Mi Valeska Knoblauch             | Kim Kyung-hoon Kum Kang-jung                           |

## Medaillenspiegel
| Platz | Land                | Gold | Silber | Bronze | Gesamt |
| ----- | ------------------- | ---- | ------ | ------ | ------ |
| 1     | Volksrepublik China | 7    | 3      | 3      | 13     |
| 2     | Indonesien          | 4    | 2      | 4      | 10     |
| 3     | Indien              | 3    | 4      | 4,5    | 11,5   |
| 4     | England             | 3    | 2,5    | 1,5    | 7      |
| 5     | Südkorea            | 1    | 2      | 4      | 7      |
| 6     | Hongkong            | 1    | 2      | 0      | 3      |
| 7     | Japan               | 1    | 1      | 9      | 11     |
| 8     | Peru                | 1    | 0,5    | 0,5    | 2      |
| 9     | Frankreich          | 1    | 0      | 0,5    | 1,5    |
| 10    | Thailand            | 0    | 3      | 2,5    | 5,5    |
| 11    | Deutschland         | 0    | 1      | 1      | 2      |
| 12    | Vereinigte Staaten  | 0    | 0,5    | 1,5    | 2      |
| 13    | Schottland          | 0    | 0,5    | 0      | 0,5    |
| 14    | Malaysia            | 0    | 0      | 2,5    | 2,5    |
| 14    | Polen               | 0    | 0      | 2,5    | 2,5    |
| 16    | Brasilien           | 0    | 0      | 2      | 2      |
| 17    | Dänemark            | 0    | 0      | 1      | 1      |
| 17    | Norwegen            | 0    | 0      | 1      | 1      |
| 17    | Russland            | 0    | 0      | 1      | 1      |
| 17    | Schweiz             | 0    | 0      | 1      | 1      |
| 17    | Türkei              | 0    | 0      | 1      | 1      |
| Summe | Summe               | 22   | 22     | 44     | 88     |